# Geschlechtsspezifische und sexuelle Gewalt durch die Hamas während des Terrorangriffs am 7. Oktober 2023
Am 7. Oktober 2023 führte die Terrormiliz Hamas einen lange geplanten Terroranschlag gegen Israel durch. Dabei töteten palästinensische Terroristen der Hamas und anderer Gruppen an einem Tag mehr als 1200 Menschen und entführten 240 Geiseln in den Gazastreifen. Während dieses Terrorangriffs setzten Hamas-Terroristen gezielt geschlechtsspezifische und sexuelle Gewalt gegen Frauen ein. Die Taten umfassen Vergewaltigungen und andere Gräueltaten.
Videoaufzeichnungen, Mitschnitte von Zeugenaussagen und weitere Indizien wurden seit dem Tag des Angriffs gesammelt und von israelischen Ermittlungsbehörden und zivilgesellschaftlichen Organisationen ausgewertet. Die israelische Polizei und das Nationale Zentrum für Forensische Medizin führten umfassende Untersuchungen und forensische Analysen durch, um die Verbrechen aufzuklären.

## Videos vom 7. Oktober
Am 7. Oktober 2023 führten die Terroristen der Hamas und anderer Gruppen einen lang geplanten Überrumpelungsangriff auf Israel durch und töteten dabei etwa 1200 Menschen. Mehrere hundert Menschen wurden als Geiseln in den Gazastreifen entführt. Eine Stunde nach Beginn des Angriffs wurden die ersten Videos des Massakers von einem Hamas-Account auf Telegram hochgeladen, darunter Aufnahmen, die sexualisierte Gewalt gegen Frauen und andere Gräueltaten zeigten und in den sozialen Medien verbreitet wurden, teils direkt an Familienangehörige der Opfer. Die Terroristen filmten ihre Taten mit dem Ziel, die entstandenen Videos als Mittel der psychologischen Kriegführung zu verwenden.
Ein Video auf der Plattform X zeigte Shani Louk, die am Nova-Musikfestival teilgenommen hatte, mit entblößtem und verdrehten Körper auf der Ladefläche eines Geländewagens. Das Video wurde mehr als zehntausendmal geteilt. Erst 23 Tage später wurde bekannt, dass Louk mutmaßlich bereits am 7. Oktober ermordet wurde. Andere Aufnahmen zeigten eine junge Frau, die als Geisel genommen wurde. Ihre Hände sind gefesselt und ihre Kleidung in Schritthöhe blutdurchtränkt. Dokumentierte Aussagen von Zeugen und Ersthelfern bestätigten die Ausübung von sexualisierter Gewalt.

## Ermittlungen und Zeugenaussagen
Seit dem 7. Oktober hat die israelische Polizei mehr als 1.500 Zeugenaussagen gesammelt und Ermittlungen eingeleitet. Es wurden Fälle eröffnet, die sich mit Massenmord, Vergewaltigung, Folter und Körperverletzung befassen. Meni Binyamin, der Leiter der internationalen Kriminalermittlungseinheit der israelischen Polizei, gab bekannt, dass am 7. Oktober Mitglieder der Hamas eine nicht näher genannte Anzahl von Frauen und einige Männer zu Opfern sexueller Gewalt machten. Nach Angaben einer Ermittlerin zeigte sich bereits vor Abschluss der Ermittlungen, dass Hamas sexualisierte Gewalt systematisch als Kriegswaffe einsetzte. Bei den Ermittlungen handle es sich um die größte Polizeiermittlung dieser Art in der Geschichte Israels.
Für eine juristisch eindeutige Sicherung von Beweisen, die nach sexualisierter Gewalt üblicherweise erfolgt, waren die Bedingungen zu Beginn der Ermittlungen sehr schlecht; Ersthelfende waren vorerst damit beschäftigt, Verletzte und Leichen zu bergen. Eine Erfassung von Beweismaterial durch forensische Spezialisten, die u. a. das Sichern von Körperflüssigkeiten, DNA-Spuren und Kleidung innerhalb von 48 Stunden gewährleisteten, war nicht möglich. Der Zustand vieler Leichen, die stark verbrannt waren, hat eine Spurensicherung ebenso verunmöglicht.
Die Terroristen ließen die Mehrheit der Opfer ihrer sexualisierten Gewalt nicht am Leben. Die Hamas wies jegliche Vorwürfe, systematische sexuelle Gewalt gegen Frauen als Kriegsmittel zu nutzen, zurück. Anschuldigungen wegen sexualisierter Gewalt bezeichnete die Terrororganisation als „Teil einer zionistischen Kampagne“, die Lügen verbreiten würde, um den „palästinensischen Widerstand zu dämonisieren“. Hamas-Beamte behaupteten, dass die Gräueltaten von anderen bewaffneten Gruppierungen begangen worden seien, nachdem die Hamas-Terroristen Barrierezäune rund um Gaza durchbrochen hätten. Ein Hamas-Funktionär betonte, dass sexuelle Gewalt den islamischen Grundsätzen widerspreche. Die Terrorgruppierung betrachte jede sexuelle Beziehung außerhalb der Ehe als vollständig verboten im Islam. Verhör-Ausschnitte mit Hamas-Terroristen belegen eine militärische Anweisung zur Vergewaltigung von Frauen. Das Verschleppen von Geiseln nach Gaza sollte mit einer Wohnung und 10.000 Dollar belohnt werden. Opfer der Hamas waren nicht nur jüdische Frauen, sondern auch arabisch-israelische Beduininnen und andere palästinensische Israelinnen, die mehrheitlich selbst muslimisch, in kleinerer Zahl aber auch christlichen Glaubens sind. Die Islamisten betrachten arabische Israelis per se als „Verräter“, denen sie gemeinsame Sache mit dem „Feind“ unterstellen.
Gegenüber der New York Times berichtete eine inzwischen frei gelassene israelische Geisel über erfahrene sexuelle Gewalt durch die palästinensischen Entführer und über andere Gewaltakte ihr gegenüber.

## Kommission zur Aufklärung der Straftaten der Hamas gegen Frauen und Kinder
Die Rechtsanwältin und Völkerrechtlerin Cochav Elkayam-Levy, deren Spezialgebiete an der Hebräischen Universität in Jerusalem internationale Beziehungen und Menschenrechte sind, gründete acht Tage nach dem Terrorangriff der Hamas eine zivilgesellschaftliche Kommission: Civil Commission on Oct. 7th Crimes by Hamas against Women and Children (Zivilkommission für Verbrechen der Hamas gegen Frauen und Kinder vom 7. Oktober). Diese Kommission erfasste und dokumentierte datenbankorientiert Beweise für Straftaten an Frauen und Kindern, die am 7. Oktober begangen wurden. Dazu gehören Zeugenaussagen von Überlebenden, Zeugen, Gerichtsmedizinern, Ersthelfern, Polizei und von den Terroristen selbst. Die Dokumentationen erfolgten parallel zu den Ermittlungen der israelischen Polizei und in Zusammenarbeit mit dem Militär. Elkayam-Levy ging auf die Bedeutung von geschlechtsspezifischer Gewalt ein, bei der es sich nicht ausschließlich nur um sexualisierte Verbrechen handle: „Die Organe von Frauen herauszuschneiden, eine Granate im Körper einer Frau zu verstecken, ein Baby vor den Augen seiner Mutter zu töten, oder Mütter vor ihren Kindern, Frauen und Kinder zu entführen – all dies ist geschlechtsspezifische Gewalt.“
Die von Elkayam-Levy gegründete Kommission sprach ganz klar von systematischen Kriegsverbrechen gegen israelische Frauen und Kinder. Die Präsidentin und Juraprofessorin des Achva Academic College Yifʿat Bitton, Mitglied der Kommission, erklärte im Dezember 2023: „Wir müssen die internationale Gemeinschaft dazu bringen, anzuerkennen und zu verurteilen, was hier passiert ist.“ Was genau passiert war, konnte auch Bitton nicht konkretisieren; die meisten Vergewaltigungsopfer seien getötet worden und hätten die Beweise in ihr Grab genommen. An Tatorten, die in den ersten Tagen noch Kriegsgebiet gewesen waren, sei die Sicherung forensischer Belege nicht möglich gewesen. Doch die Indizien würden klar auf systematische sexuelle Gewalt hindeuten, sagte Bitton.
Die Kommission informierte unverzüglich nach dem Terroranschlag die Botschaften verschiedener Länder, um auch international auf die Verbrechen der Hamas gegen Frauen, insbesondere sexualisierte Gewalt, aufmerksam zu machen. Anfang November 2023 wurden während einer Pressekonferenz in Berlin Videoauschnitte gezeigt, die von Mitgliedern der Kommission ausgewählt wurden und in denen Überlebende in Interviews über geschlechtsspezifische Gewalt sprachen. Dabei berichteten Überlebende und Zeugen von Gruppenvergewaltigungen, dem Abtrennen von Geschlechtsteilen, Verstümmelungen im Intimbereich und weiteren Grausamkeiten.

## Strafrechtliche Einordnung
Israelische Polizisten begannen damit, gegen Terroristen aus Gaza, die an den Massakern beteiligt waren, wegen mehrerer Fälle sexueller Übergriffe zu ermitteln, damit die Staatsanwaltschaft sie wegen Vergewaltigung anklagen kann. Autopsien und forensische Beweise sowie Geständnisse verhafteter Hamas-Terroristen bestätigen, dass es zu Sexualverbrechen gekommen ist.
Die Juraprofessorin Ruth Halperin-Kaddari an der israelischen Bar-Ilan-Universität ordnet die Taten der Hamas als Völkermord ein: „Was am 7. Oktober geschah – die Hamas beging Verbrechen gegen die Menschlichkeit, die einem Völkermord gleichkommen. Der Einsatz von Frauenkörpern als Kriegswaffe – der Einsatz von Frauenkörpern, um die grausamsten Verbrechen zu begehen – an Frauen selbst. Und an Israelis und Juden. Mit Absicht. Dies geschah vorsätzlich.“
Die israelische Anwältin und Menschenrechtsaktivistin Nitsana Darschan-Leitner reichte Anfang November 2023 eine Beschwerde gegen führende Mitglieder der Terrormiliz Hamas beim Internationalen Strafgerichtshof in Den Haag ein. Im Völkerstrafrecht sind Kriegsverbrechen beschrieben, die Tötung, Folter, Vergewaltigung und Geiselnahme von Zivilisten, umfassen. Systematische Angriffe auf die Zivilbevölkerung und Hinweise zu solchen Verbrechen sind im Artikel 7 des Römischen Statuts des Internationalen Strafgerichtshofs geregelt. In diesem Artikel sind die Bedingungen festgelegt, die erfüllt sein müssen, um von einem Verbrechen gegen die Menschlichkeit zu sprechen.
Die israelische Anwältin Yaʿel Viʾas Gvirsman (יעל ויאס גבירצמן) wertete das Videomaterial als Beweis für sexualisierte Gewalt und erstattete Anzeige bei französischen und deutschen Gerichten sowie beim Internationalen Strafgerichtshof.
Nach Ansicht von Nava Ben-Or, ehemalige israelische Richterin und Mitglied des »Dinah Project 7/10«, können sowohl die Täter als auch ihre Befehlshaber – auf militärischer und politischer Ebene – auf der Grundlage der kollektiven Verantwortung wegen Sexualverbrechen angeklagt werden, selbst wenn es keine Beweise für einen ausdrücklichen Befehl zur Vergewaltigung gab. „Der Mob hat sich auf einen Amoklauf eingelassen, dessen Motivation und Intention das Begehen von Gräueltaten im großen Stil ist. Alles, was mit diesem Plan vereinbar ist, darunter auch sexualisierte Gewalt, selbst wenn es keine vorherigen Anweisungen dazu gab, ist Teil des Musters.“
In Deutschland nahm der Generalbundesanwalt Ermittlungen im Fall der ermordeten deutsch-israelischen Staatsbürgerin Shani Louk auf. Die Strafanzeige stützt sich auf das in Deutschland verankerte Weltrechtsprinzip. Die Verfolgung schwerster Verbrechen ist auch dann möglich, wenn die Straftaten in anderen Ländern begangen wurden. Am 1. November 2023 verabschiedete die Bundesregierung in ihrer Kabinettssitzung den Entwurf für ein Gesetz zur Weiterentwicklung des Völkerstrafrechts. Dieser Gesetzentwurf sieht die Einführung neuer Straftatbestände im Völkerstrafgesetzbuch (VStGB) vor und stärkt die Rechte von Betroffenen im Strafverfahren. Ziel ist es, einen verbesserten Schutz für Opfer sexualisierter Gewalt zu gewährleisten.
Der Ankläger des Internationalen Strafgerichtshofes, Karim Khan, beantragte im Mai 2024 Haftbefehle gegen drei Hamas-Führer, in denen er ihnen neben Ausrottung, Mord und Geiselnahme Vergewaltigung und andere Akte sexualisierter Gewalt vorwarf.

## Internationale Reaktionen
Am 30. November 2023 schrieb UN-Generalsekretär António Guterres auf X (ehemals Twitter): „Geschlechtsspezifische Gewalt muss verurteilt werden. Jederzeit. Überall.“ und: „Es gibt zahlreiche Berichte über sexuelle Gewalt während der abscheulichen Terroranschläge der Hamas am 7. Oktober, die energisch untersucht und strafrechtlich verfolgt werden müssen.“ Die verspätete Reaktion der Vereinten Nationen, insbesondere von UN Women, wurde stark kritisiert. Die Juraprofessorin Cochav Elkayam Levy, die am 1. November einen von Wissenschaftlern unterzeichneten Brief an UN Women schrieb, sowie der israelische Botschafter Gilad Erdan, der zwei Briefe an die Exekutivdirektorin von UN Women schickte, um über die geschlechtsspezifischen Gräueltaten durch die Hamas-Terroristen zu berichten, erhielten keine Rückmeldungen auf ihre Nachrichten und Briefe. Am 25. November 2023 griff UN Women das Thema erstmals in den sozialen Medien auf, ohne dabei die Hamas zu erwähnen. Am 1. Dezember 2023 verurteilte UN Women „die verabscheuungswürdigen [„abhorrent“] Angriffe der Hamas gegen Israel“.
Am 3. Dezember 2023 fand in London eine Demonstration unter dem Titel UN Women – Your Silence Is Loud statt. Am 4. Dezember fand eine Protestaktion vor dem Hauptsitz der Vereinten Nationen in New York statt, um das Schweigen der UN zu geschlechtsspezifischer Gewalt anzuprangern. Dabei wurden Parolen wie „#MeToo. UNless you are a jew“ (deutsch: „Ich auch, es sei denn, du bist Jude“) skandiert.
Die Konferenz vom 4. Dezember 2023 am Hauptsitz der Vereinten Nationen in New York, organisiert von israelischen und jüdischen Gruppierungen, bot die Möglichkeit, Gewalt gegen Frauen durch die Hamas zu thematisieren. Insbesondere wurde die Kritik an der Handlungsunfähigkeit von UN Women und anderen Frauenrechtsorganisationen diskutiert. Zu den Hauptrednerinnen gehörten u. a. Sheryl Sandberg, Hillary Clinton und Kirsten Gillibrand. Auch Augenzeugen und ehrenamtlich Helfende, darunter medizinisches Personal, die ihre Zeugenaussagen vom 7. Oktober wiederholten, waren vor Ort. Alle sprachen vor einem internationalen Publikum.
Die Europäische Union verhängte im April 2024 Sanktionen gegen die bewaffneten Flügel der Hamas und des Islamischen Dschihad wegen „weit verbreiteter“ sexueller Gewalt während des Angriffs auf Israel am 7. Oktober. Die EU erklärte, die Terroristen der beiden palästinensischen Gruppen hätten systematisch und in großem Umfang sexuelle und geschlechtsspezifische Gewalt angewendet und als Kriegswaffe eingesetzt.

## UN-Bericht
Am 4. März 2024 legten die Vereinten Nationen einen Bericht vor. Der Bericht gibt nicht an, in welchem Ausmaß oder wie systematisch sexualisierte Gewalt ausgeübt wurde, stellt aber fest, es gebe „berechtigten Grund zu der Annahme“, dass es bei dem Massaker der Hamas am 7. Oktober zu Vergewaltigungen und Gruppenvergewaltigungen an mindestens drei Orten in Israel gekommen sei: auf dem Nova Music Festival, entlang der Landstraße  sowie anderen Fluchtwegen und in dem angrenzenden Kibbuz Reʿim. Auf dem Gelände des Musikfestivals seien bei den meisten dieser Vorfälle Opfer einer Vergewaltigung anschließend getötet worden, und „mindestens zwei Vorfälle standen im Zusammenhang mit der Vergewaltigung von Frauenleichen“. Berichte über sexuelle Gewalt in den Kibbuzim Beʾeri und Kfar Aza konnten zu dem Zeitpunkt nicht verifiziert werden; im Kibbuz Kfar Aza deuten jedoch laut Bericht „die verfügbaren Indizien – insbesondere das wiederkehrende Muster der weiblichen Opfer, die unbekleidet, gefesselt und erschossen aufgefunden wurden – darauf hin, dass es möglicherweise zu sexueller Gewalt, einschließlich potenzieller sexualisierter Folter oder grausamer, unmenschlicher und erniedrigender Behandlung gekommen ist“. Insgesamt könne es noch Jahre dauern, bis das Ausmaß der am 7. Oktober und danach verübten sexuellen Gewalt sichtbar würde; möglicherweise könne es „niemals“ vollständig aufgeklärt werden.
Nach dem Bericht von Pramila Patten, der Uno-Sonderbeauftragten für sexualisierte Gewalt in Konflikten, gibt es auch „klare und überzeugende Informationen“, dass von der Hamas entführte Geiseln mit großer Wahrscheinlichkeit vergewaltigt wurden und dass „sexualisierte Gewalt weiter andauert gegen diejenigen, die noch festgehalten werden“. Mit überlebenden Opfern sexueller Gewalt konnte die UN-Sonderkommission, die die Fälle untersuchte, nicht sprechen. Die Autoren des Berichts führen das auf ein „anhaltendes Trauma“ und „mangelndes Vertrauen“ gegenüber nationalen und internationalen Organisationen, einschließlich der UN, zurück.

## Filme
- Screams Before Silence von Sheryl Sandberg online via YouTube (56:55) Hebräisch mit englischer Untertitelung, 2024
- Bearing Witness to the October 7th Massacre. Rohmaterial des Hamas-Angriffs auf Israel im Jahr 2023 durch die Sprechereinheit der israelischen Streitkräfte, enthält auch Aufnahmen von Bodycams der Hamasterroristen, 2023, kein öffentlicher Film, 47 Minuten